# Prusci
Prusci (cyr. Прусци) – wieś w Bośni i Hercegowinie, w Republice Serbskiej, w gminie Novi Grad. W 2013 roku liczyła 196 mieszkańców.